# Record du Maroc de natation dames du 400 mètres nage libre
Cet article présente l'évolution du record du Maroc de natation dames du 400 mètres nage libre.

## Bassin de 50 mètres
| Temps         | Athlète       | Naissance | Âge | Club         | Compétition        | Lieu     | Date             |
| ------------- | ------------- | --------- | --- | ------------ | ------------------ | -------- | ---------------- |
| 4 min 29 s 00 | Sara El Bekri | 1987      | 20  | RCA Natation |                    | Le Caire | 17 novembre 2007 |
| -----         |               |           |     |              |                    |          |                  |
| 4 min 24 s 81 | Sara El Bekri | 1987      | 22  | RCA Natation | Lyon international | Lyon     | 14 février 2009  |
| 4 min 17 s 55 | Sara El Bekri | 1987      | 24  | RCA Natation | Jeux panarabes (f) | Doha     | 19 décembre 2011 |